# Smalltown Boy
Smalltown Boy is de debuutsingle van de Britse groep Bronski Beat en afkomstig van het debuutalbum The Age of Consent uit 1984. Op 25 mei dat jaar werd het nummer eerst op single uitgebracht in het Verenigd Koninkrijk en Ierland en in juni volgden Europa, Australië  Nieuw-Zeeland, de VS en Canada.

## Achtergrond
De plaat werd een hit in geheel Europa, Australië, Nieuw-Zeeland en Canada en bereikte in thuisland het Verenigd Koninkrijk de 3e positie in de UK Singles Chart. In de Verenigde Staten werd een bescheiden 48e positie in de Billboard Hot 100 bereikt. In Canada werd de 9e positie behaald, Australië de 8e, Nieuw-Zeeland de 5e, Ierland de 4e, Italië de nummer 1-positie, Frankrijk de 8e en Duitsland de 3e positie.
In Nederland was de plaat op vrijdag 12 juli 1984 Veronica Alarmschijf op Hilversum 3 en werd een gigantische hit in de destijds drie landelijke hitlijsten op de nationale publieke popzender. De plaat stond twee weken op nummer één in zowel de Nederlandse Top 40, de Nationale Hitparade als de TROS Top 50. In de Europese hitlijst op Hilversum 3, de TROS Europarade, werd de 3e positie bereikt.
In België bereikte de single de 3e positie in zowel de voorloper van de Vlaamse Ultratop 50 als de Vlaamse Radio 2 Top 30.
De single gaat over een homoseksuele jongen die te maken krijgt met homofobie, eenzaamheid en onbegrip van zijn familie.
Sinds de allereerste editie in december 1999 staat de plaat onafgebroken genoteerd in de jaarlijkse NPO Radio 2 Top 2000 van de Nederlandse publieke radiozender NPO Radio 2, met als hoogste notering een 420e positie in 2000.

## Hitnoteringen

### Nederlandse Top 40
| "Smalltown Boy" in de Nederlandse Top 40 - binnen: 21-07-1984 | "Smalltown Boy" in de Nederlandse Top 40 - binnen: 21-07-1984 | "Smalltown Boy" in de Nederlandse Top 40 - binnen: 21-07-1984 | "Smalltown Boy" in de Nederlandse Top 40 - binnen: 21-07-1984 | "Smalltown Boy" in de Nederlandse Top 40 - binnen: 21-07-1984 | "Smalltown Boy" in de Nederlandse Top 40 - binnen: 21-07-1984 | "Smalltown Boy" in de Nederlandse Top 40 - binnen: 21-07-1984 | "Smalltown Boy" in de Nederlandse Top 40 - binnen: 21-07-1984 | "Smalltown Boy" in de Nederlandse Top 40 - binnen: 21-07-1984 | "Smalltown Boy" in de Nederlandse Top 40 - binnen: 21-07-1984 | "Smalltown Boy" in de Nederlandse Top 40 - binnen: 21-07-1984 | "Smalltown Boy" in de Nederlandse Top 40 - binnen: 21-07-1984 | "Smalltown Boy" in de Nederlandse Top 40 - binnen: 21-07-1984 | "Smalltown Boy" in de Nederlandse Top 40 - binnen: 21-07-1984 |
| Week:                                                         | 1                                                             | 2                                                             | 3                                                             | 4                                                             | 5                                                             | 6                                                             | 7                                                             | 8                                                             | 9                                                             | 10                                                            | 11                                                            | 12                                                            |                                                               |
| ------------------------------------------------------------- | ------------------------------------------------------------- | ------------------------------------------------------------- | ------------------------------------------------------------- | ------------------------------------------------------------- | ------------------------------------------------------------- | ------------------------------------------------------------- | ------------------------------------------------------------- | ------------------------------------------------------------- | ------------------------------------------------------------- | ------------------------------------------------------------- | ------------------------------------------------------------- | ------------------------------------------------------------- | ------------------------------------------------------------- |
| Positie:                                                      | 28                                                            | 15                                                            | 5                                                             | 3                                                             | 2                                                             | 1                                                             | 1                                                             | 2                                                             | 4                                                             | 7                                                             | 22                                                            | 36                                                            | uit                                                           |

### Nationale Hitparade
| "Smalltown Boy" in Nationale Hitparade - binnen: 21-07-1984 | "Smalltown Boy" in Nationale Hitparade - binnen: 21-07-1984 | "Smalltown Boy" in Nationale Hitparade - binnen: 21-07-1984 | "Smalltown Boy" in Nationale Hitparade - binnen: 21-07-1984 | "Smalltown Boy" in Nationale Hitparade - binnen: 21-07-1984 | "Smalltown Boy" in Nationale Hitparade - binnen: 21-07-1984 | "Smalltown Boy" in Nationale Hitparade - binnen: 21-07-1984 | "Smalltown Boy" in Nationale Hitparade - binnen: 21-07-1984 | "Smalltown Boy" in Nationale Hitparade - binnen: 21-07-1984 | "Smalltown Boy" in Nationale Hitparade - binnen: 21-07-1984 | "Smalltown Boy" in Nationale Hitparade - binnen: 21-07-1984 | "Smalltown Boy" in Nationale Hitparade - binnen: 21-07-1984 | "Smalltown Boy" in Nationale Hitparade - binnen: 21-07-1984 | "Smalltown Boy" in Nationale Hitparade - binnen: 21-07-1984 | "Smalltown Boy" in Nationale Hitparade - binnen: 21-07-1984 |
| Week:                                                       | 1                                                           | 2                                                           | 3                                                           | 4                                                           | 5                                                           | 6                                                           | 7                                                           | 8                                                           | 9                                                           | 10                                                          | 11                                                          | 12                                                          | 13                                                          |                                                             |
| ----------------------------------------------------------- | ----------------------------------------------------------- | ----------------------------------------------------------- | ----------------------------------------------------------- | ----------------------------------------------------------- | ----------------------------------------------------------- | ----------------------------------------------------------- | ----------------------------------------------------------- | ----------------------------------------------------------- | ----------------------------------------------------------- | ----------------------------------------------------------- | ----------------------------------------------------------- | ----------------------------------------------------------- | ----------------------------------------------------------- | ----------------------------------------------------------- |
| Positie:                                                    | 40                                                          | 7                                                           | 3                                                           | 3                                                           | 2                                                           | 1                                                           | 3                                                           | 3                                                           | 4                                                           | 5                                                           | 17                                                          | 36                                                          | 43                                                          | uit                                                         |

### TROS Top 50
Hitnotering: 19-07-1984 t/m 04-10-1984. Hoogste notering: #1 (2 weken).

### TROS Europarade
Hitnotering: 01-07-1984 t/m 08-1984. Hoogste notering: #3  (1 week).

### NPO Radio 2 Top 2000
| Nummer met noteringen in de NPO Radio 2 Top 2000 | '99 | '00 | '01 | '02 | '03 | '04 | '05 | '06 | '07 | '08 | '09  | '10  | '11  | '12  | '13  | '14  | '15  | '16  | '17  | '18  | '19 | '20 | '21 | '22 | '23 | '24 |
| ------------------------------------------------ | --- | --- | --- | --- | --- | --- | --- | --- | --- | --- | ---- | ---- | ---- | ---- | ---- | ---- | ---- | ---- | ---- | ---- | --- | --- | --- | --- | --- | --- |
| Smalltown Boy                                    | 495 | 420 | 568 | 441 | 611 | 666 | 946 | 945 | 824 | 753 | 1192 | 1057 | 1140 | 1269 | 1027 | 1081 | 1156 | 1093 | 1008 | 1023 | 980 | 813 | 735 | 649 | 661 | 435 |

1. ↑  Een vetgedrukt getal geeft de hoogste notering aan.

## Coverversies
De Drentse gothicrockband The Wounded heeft in 2000 een cover van "Smalltown Boy" uitgebracht op hun album The Art of Grief.